# کراسنویه (شهرستان آلکسیفسکی، استان بلگورود)
کراسنویه (انگلیسی: Krasnoye, Alexeyevsky District, Belgorod Oblast) یک شهرک در بخش آلکسیفسکی استان بلگورود کشور روسیه است.